# Ichneumon toyoharensis
Ichneumon toyoharensis är en stekelart som beskrevs av Tohru Uchida 1926. Ichneumon toyoharensis ingår i släktet Ichneumon och familjen brokparasitsteklar. Inga underarter finns listade i Catalogue of Life.